# Lycomorphodes bipartita
Lycomorphodes bipartita är en fjärilsart som beskrevs av Walker 1866. Lycomorphodes bipartita ingår i släktet Lycomorphodes och familjen björnspinnare. Inga underarter finns listade i Catalogue of Life.